# Karl Wilhelm Feuerbach
Karl Wilhelm Feuerbach, född den 30 maj 1800 i Jena, död den 12 mars 1834 i Erlangen, var en tysk matematiker. Han är känd för Feuerbachs sats, vilken säger att niopunktscirkeln till en triangel tangerar triangelns inskrivna cirkel (i Feuerbachpunkten) och de tre till triangeln vidskrivna cirklarna (de tre tangeringspunkterna bildar hörn i Feuerbachtriangeln). Satsen publicerades 1822 i Eigenschaften einiger merkwürdigen Punkte des geradlinigen Dreiecks und mehrerer durch sie bestimmten Linien und Figuren och i denna skrift (som därtill var hans doktorsavhandling under Karl Buzengeiger) presenterar han även niopunktscirkeln, men upptäckten av denna hade publicerats redan året före av Jean-Victor Poncelet och Charles Julien Brianchon. Därtill införde han barycentriska koordinater i Grundriss zu analytischen Untersuchungen der dreieckigen Pyramide 1827, viket även Möbius gjorde samma år, så de har fått dela äran.
Karl Wilhelm Feuerbach var son till Paul Johann Anselm von Feuerbach, samt bror till Joseph Anselm Feuerbach och Ludwig Feuerbach.